# Kanton Boulogne-Billancourt-1
Der Kanton Boulogne-Billancourt-1 ist seit 2015 ein französischer Kanton im Arrondissement Boulogne-Billancourt, im Département Hauts-de-Seine und in der Region Île-de-France. Sein Hauptort ist die gleichnamige Stadt Boulogne-Billancourt. 

## Gemeinde
Zum Kanton Boulogne-Billancourt-1 gehört der nördliche Teil der Gemeinde Boulogne-Billancourt.